# Rue Hassard
Pour les articles homonymes, voir Hassard.
La rue Hassard est une voie du 19e arrondissement de Paris, en France.

## Situation et accès
La rue Hassard est une voie publique située dans le 19e arrondissement de Paris. Elle débute au 24, rue du Plateau et se termine au 25, rue du Tunnel.

## Origine du nom

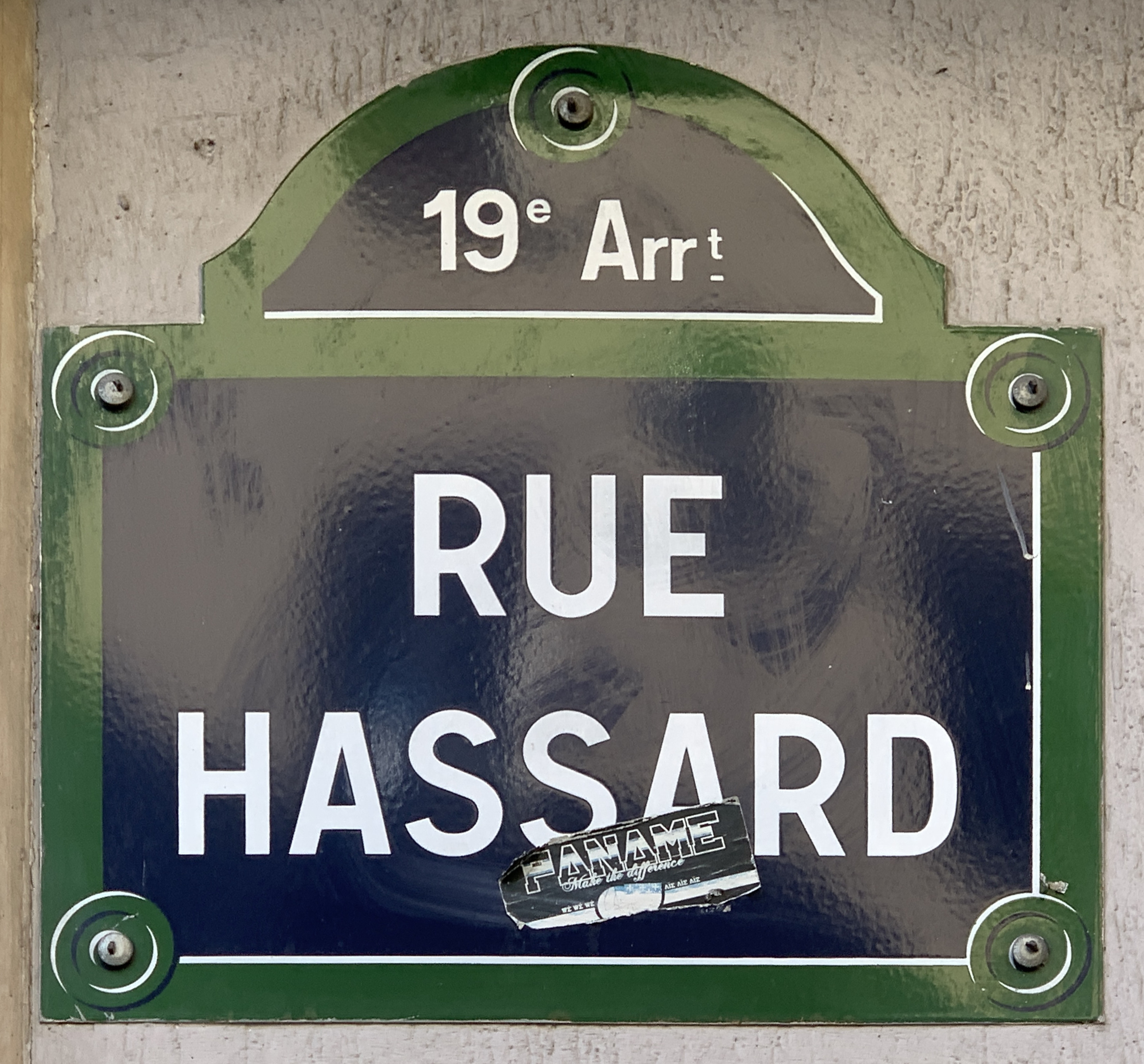
Plaque de la rue.

Cette voie est nommée d'après le nom du propriétaire des terrains sur lesquels elle a été ouverte.

## Historique
Cette voie ouverte sous le nom de rue Leloy, du nom du nom du propriétaire des terrains est tracée sur le plan cadastral de l'ancienne commune de Belleville, dressé en 1843 puis en 1863, son classement dans la voirie parisienne est ajourné en 1863.
La rue est classée dans la voirie parisienne par un arrêté municipal du 22 juin 1992.